# Лењинск
Лењинск (рус. Ленинск) град је у Русији у Волгоградској области. Према попису становништва из 2010. у граду је живело 15504 становника.

## Становништво
| 1959.  | 1970.  | 1979.  | 1989.  | 2002.  | 2010.  |
| ------ | ------ | ------ | ------ | ------ | ------ |
| 11.361 | 12.062 | 12.259 | 13.110 | 14.866 | 15.504 |